# Kanton Sainte-Marie-1 Nord
Der Kanton Sainte-Marie-1 Nord war ein Kanton im französischen Übersee-Département Martinique im Arrondissement La Trinité. Er umfasste einen Teil der Gemeinde Sainte-Marie.
Vertreter im Generalrat des Départements war seit 2011 Eric Courset. 